# Памятник Тарковскому
«Лучшему фильму всех времен и народов „Андрей Рублёв“ и его создателю — великому русскому режиссёру Андрею Тарковскому» — памятник режиссёру Андрею Тарковскому и фильму «Андрей Рублёв». Установлен в Суздале, вблизи Спасо-Евфимиева монастыря, на берегу реки Каменки на территории Главного туристического комплекса «Суздаль». Именно здесь в 1965 году Тарковский снял новеллу «Колокол» из фильма «Андрей Рублев». Открытие памятника состоялось 29 июля 2017 года на фестивале «Чемодан». Идея создания монумента принадлежит народному артисту России Николаю Бурляеву и скульптору Марии Тихоновой, которая и воплотила эту идею в металле.
Установка монумента посвящена двум памятным датам — 85-летию режиссёра и 50-летию исторической кинодрамы.

## О памятнике
4,5-метровая композиция построена по четкой классической схеме: троица с Андреем Тарковским и двумя главными героями его фильма: монахом-иконописцем Андреем Рублевым (в исполнении Анатолия Солоницына) и литейщиком Бориской (в исполнении Николая Бурляева) выстроена по золотому сечению. Как отметила автор композиции Мария Тихонова: «Кто-то неправильно называет большую фигуру колокола часовней. С одной стороны да, она может быть часовней, но смыслов в этой идее заложено много. С одной стороны это троица, с другой стороны — троица икона, то есть можно и подойти поклониться». По словам Н. Бурляева «это символ объединения».
В руках Бориска держит веревку, привязанную к языку колокола, который должен вот-вот зазвонить. С одной стороны памятника рельеф «Троицы» Рублева, с другой — надпись: «Лучшему фильму всех времен и народов „Андрей Рублев“ и его создателю — великому русскому режиссёру Андрею Тарковскому». На постаменте выгравированы имена режиссёра-постановщика, актёров и сценариста, благодаря которым и создавалась легендарная картина.
Несмотря на то, что первый памятник известному режиссёру был поставлен у входа во ВГИК в 2009 году (скульптурная композиция, посвященная трем знаменитым вгиковским студентам — Геннадию Шпаликову, Василию Шукшину и Андрею Тарковскому), Николай Бурляев назвал новый памятник Тарковскому первым. Ведь это первый памятник, посвященный лично Тарковскому и его произведению, а не нескольким сильным личностям, отличающимся, как по творчеству, так и по периодам работы в кинематографе. Г. Шпаликов, В. Шукшин и А. Тарковский — это разные люди и разные истории, которых объединила учёба во ВГИК. А новый памятник посвящен именно творчеству гения и его великому произведению «Андрей Рублев», ставшему фильмом всех времен и народов.
К подножию монумента Николай Бурляев возложил маленький мешочек с землей. Он пояснил: «Это земля с того места, где мы делали фильм и новеллу „Колокол“. Её подержали в руках сын Андрея Тарковского и дочь Анатолия Солоницына — их родная кровь. Эту землю я передам в руки, которые понесут её во Францию, на кладбище Сент-Женевьев-де-Буа, где похоронен Андрей Тарковский».
Каждый гость мог ощутить атмосферу фильма «Андрей Рублев». Для этого даже пиротехник заготовил десять дымовых шашек, чтобы «стелился туман над рекой», точно как в новелле «Колокол».

## История создания скульптуры
Работа над созданием скульптуры продолжалась три года. Со слов автора скульптурной композиции Марии Тихоновой самым трудным было создать скульптуру Тарковского. При работе над памятником ключевой для Марии Тихоновой как для художника стала новелла «Колокол» в фильме «Андрей Рублёв». Композиция построена по чёткой классической системе, Троица выстроена по золотому сечению. По словам Николая Бурляева, «это символ объединения».
Памятник создавался на средства меценатов, а Мария Тихонова работала безвозмездно.
На церемонии открытия присутствовали сын режиссёра Арсений Тарковский, директор Государственного центрального музея кино Лариса Солоницына (дочь Анатолия Солоницына, сыгравшего роль Андрея Рублёва), актёры Николай Бурляев, Борис Токарев, Александр Панкратов-Чёрный, Александр Балуев.

## О фильме
Фильм «Андрей Рублев» был снят Тарковским в 1966 году и включает в себя 8 новелл. Съемки кинокартины проходили в городах Печоры, Изборск, Псков. В Суздале фильм снимался около Спасо-Евфимиева монастыря. Сцена полета на воздушном шаре была снята около церкви Покрова на Нерли. Как выразился Николай Бурляев, этот памятник — напоминание о том, «каким может быть и должен быть русский кинематограф».